# Всеволодо-Вильва
Все́володо-Ви́льва — рабочий посёлок в Пермском крае России. Входит в Александровский муниципальный округ.
Население — 2009 чел. (2023).

## Название
Название посёлок получил по реке Вильва (в переводе с коми-пермяцкого языка виль — новая, свежая; ва — вода) и по имени основателя Всеволода Андреевича Всеволожского (1769—1836 гг.). Несмотря на то, что посёлок Всеволодо-Вильва носит своё официальное название вот уже два века, жители окрестных деревень нередко называют его старинным именем Шабурная или Шабурное. Объяснений такому названию много. Самое распространённое — так это место прозвали в честь беглого работника. С копей Шабур бежал не один, а с дочкой начальника, они поселились в вильвенской глуши. Постепенно к ним прибился народ — появилось селение.
В истории Всеволодо-Вильвы фигурируют имена известных деятелей истории и культуры России: Борис Пастернак — писатель, поэт, лауреат нобелевской премии; Савва Морозов — промышленник, меценат, один из основателей московского художественного театра, Борис Збарский — учёный-химик, князья Всеволожские.

## История
В 1811 году дворянин Всеволод Андреевич Всеволожский заложил на реке Вильва новый железоделательный завод. Завод нарекли Всеволодо-Вильвенским, соединив имя владельца с именем реки. Началась жизнь нового посёлка — Всеволодо-Вильва.
Строительство завода на Вильве решало сразу несколько важных задач. Во-первых, река — самый простой способ сбывать готовую продукцию. Караваны коломенок отправлялись по Вильве, Яйве, Каме. Во-вторых, воды Вильвы служили хорошим источником энергии. Кроме того, завод со всех сторон обступал уральский хвойный лес — кладезь для добычи древесного угля, а в 22 вёрстах располагался Кизеловский рудник, откуда на завод доставляли железную руду.
28 августа 1811 года управляющий будущего завода В. П. Воеводин докладывал Всеволоду Андреевичу: «Во исполнение воли Вашего Превосходительства Всеволодо-Вильвенский завод 22 числа заложен». Так появилась новая точка на карте Урала.
В 1928 году Всеволодо-Вильва стала посёлком городского типа (рабочим посёлком).
С 2004 до 2019 гг. пгт был административным центром Всеволодо-Вильвенского городского поселения.

### Пещерные легенды
Известно, что человек поселился в местах Косьвинско-Яйвинского междуречья задолго до возникновения посёлка Всеволодо-Вильва. История появления коренного населения уходит в глубину пещер, расположенных неподалёку от Всеволодо-Вильвы. Скалистые берега рек Яйва и Чаньва изрыты десятками пещер и гротов.
Самая знаменитая пещера тех мест — Чаньвенская или Вогульская. Она находится на левом берегу реки Чаньва. «Пещера расположена десятью метрами выше уровня реки. Это большая карстовая полость. Она уходит в глубину скалы метров на девяносто. Перед входом — небольшая площадка, окаймлённая высоким кустарником. Минуешь высокую арку входа и оказываешься в громадном гроте — больше сорока метров в длину, почти тридцать в ширину и около двадцати в высоту».
В 70-х годах XVIII века петербургский академик Иван Иванович Лепехин исследовал эту пещеру и обнаружил в ней жертвенник — капище. В конце XIX века и в наше время в пещере постоянно работают археологи. Сейчас известно, что человек поселился под сводами Чаньвенской пещеры около 30 тысяч лет до нашей эры — в начале верхнего палеолита. В пещере были обнаружены медвежьи черепа со следами ударов каменных топоров и копий, черепки керамических сосудов, железные и костяные наконечники стрел, бронзовые бляшки пермского звериного стиля с изображением человека-лося, стоящего на ящере, серебряные и бронзовые украшения, арабские дирхермы и монеты с профилями саксонских королей — отголоски сменявших друг друга культур и культов.
В Средние века пещера превратилась в святилище вогулов. В ней стояли деревянные идолы. Вплоть до конца XVIII века вогулы совершали здесь свои обряды. В наше время около входа в пещеру местный мастер А. Н. Озерный установил резной памятный знак — подобие вогульского идола.
Известна палеонтологам и Березовская пещера — главный поставщик скелетов пещерных медведей в музеи всего мира. Гроты Белый Склеп, Пещерный Лев, Чёрные кости, Драконова щель, Пещера тайн — являются археологическими памятниками. В гроте Подземных Охотников найдены свидетельства стоянки людей каменного века: фрагменты каменных и костяных орудий, груды медвежьих черепов и костей, они говорят о некогда существовавшем культе медведя. У деревни Махнёва расположена Большая Махнёвская пещера. Узкий вход пещеры ведёт в самую толщу камня с вертикальными расщелинами. Стены сплошь усеяны бугорками и натёками известняка. Со второго яруса становится виден большой зал со спиралевидным сводом, напоминающим раковину улитки. Пещеры этих мест были описаны в работах Е. П. Близнецова и И. А. Лаврова.
Легендарные сокровища. Пещерные легенды связаны не только с древностью. По версии историков в этих местах спрятал свои сокровища Ермак, когда совершал поход в Сибирь. По легенде, Ермак поднимался вверх по реке Яйве до камня Соколиного или выше, до камня Кресты, и где-то здесь схоронил двадцать бочонков серебра. Есть вероятность, что клад мог достаться другому атаману, Соколу, товарищу Ивана Кольцо («правая рука» Ермака). Однако, точного подтверждения нет, поэтому тайна ермаковского клада так и остаётся неразгаданной.

### Всеволожские. Железный расцвет Всеволодо-Вильвы
В 1773 году состоялась крупная сделка между Строгановыми и Всеволожскими, не будь этой сделки, возможно, Всеволодо-Вильва никогда бы не появилась на карте Урала. 13 мая 1773 года Всеволод Алексеевич Всеволожский за 300 тысяч рублей серебром приобрёл девятую часть всех строгановских имений на Урале. Этим же числом была составлена купчая крепость, зарегистрированная в Петербургской крепостной конторе, а 23 мая в Берг-коллегии. Согласно купчей во владения Всеволожскому перешли земли в Кунгурском и Соликамском уездах Пермской провинции и включала в себя Чусовские, Лёнвенские, Новоусольские, Зырянские и Орловские соляные промыслы, Пожевской железоделательный и медеплавильный завод с рудниками, множество других сёл и деревень.
Но Всеволоду Алексеевичу так и не удалось приступить к делам по причине конфликтов с дворянским родом Лазаревых, им принадлежали пограничные земли. В 1796 году Всеволод Алексеевич, основатель уральской вотчины Всеволожских, умер. Своих детей у него не было, поэтому имение он завещал племяннику — Всеволоду Андреевичу Всеволожскому.
Новому владельцу кроме всего прочего досталась и уральская вотчина с долгами около полутора миллионов рублей. Сначала хозяин хотел продать уральские земли, но затем передумал и в 1798 году приступил к делам. «Прежде всего он упростил и сократил управленческий аппарат, непомерно разросшийся при его дяде». Назначил нового управляющего — В. Воеводина.
Всеволод Андреевич решил строить на Урале новые заводы и совершенствовать производство. Так в течение короткого времени в его владениях возникла группа промышленных предприятий.
В 1811 году на реке Вильва начинается строительство Всеволодо-Вильвенского железоделательного завода. Управляющий В. П. Воеводин докладывал Всеволоду Андреевичу: «Во исполнение воли Вашего Превосходительства Всеволодо-Вильвенский завод 22 числа заложен». В октябре 1811 года был «прорыт канал главный от реки Вильва до Пильной через две версты и вода бежит по оному… При Пильной для жизни людям дом о четырёх комнатах со службами, а при заводе две кузницы построены… Контора, дом барский, для житья служителям и рабочим людям четыре дома со службами построены…хлебный магазин, конюшня для держания лошадей, мастерская для делания колёс».
Для завода во Всеволодо-Вильве было придумано оригинальное гидросооружение. Обычно для заводских нужд река полностью перекрывалась плотиной, создавая необходимый напор. Здесь же «полуналивные десятиаршинные колёса» водяного двигателя крутились на счёт движения воды в отведённом от Вильвы канале. Таким образом, по руслу реки беспрепятственно могли двигаться суда. Ниже завода на реке был устроен шлюз для поддержания нужного уровня воды.
Рядом с Всеволодо-Вильвенским заводом были построены механические мастерские и кирпичный завод. Строительство предприятия закончилось в конце 1818 года. Приказчик Мальцев докладывал владельцу: «что при Всеволодо-Вильвенском заводе четыре молота по окончании всего устройства 19-го сего декабря на действие пущены слава богу благополучно, молота действуют очень хорошо, также и духовая машина идёт ровно… Шлюз для выпуска судов в речку Вильву отстроен. При лесопилении шла распиловка леса. Вода на забойке была поднята на семь четвертей, а у кирпичной и лесопильной фабрик по 12 четвертей с вершком. В действие пущена печь для обжига кирпичей, в которую вмещалось 18 500 кирпичей».
Завод выпускал железо «широкополосное листовое и брусковое шинное, частью и полосовое для оковки водосодержательных труб». В 1820 году на заводе было выплавлено 42 493 пуда железа, для сравнения на других заводах в том же году: Пожевской — 67 217 пудов, Александровский — 53 535 пудов, Елизавето-Пожевской — 55 823 пуда.
После смерти Всеволода Андреевича Всеволодо-Вильва досталась его сыну — Александру Всеволодовичу Всеволожскому. В 1850 году он построил на заводе первую домну, в 1852 году — вторую домну и паровую машину. Таким образом, железоделательный завод стал одновременно и чугуноплавильным. А в 1857 году новый хозяин внедрил технологию выплавки чугуна в железо методом пудлингования на каменном угле. Так же на Всеволодо-Вильвенском заводе в качестве эксперимента был применён способ получения литого железа (через два года после изобретения его Г. Бессемером), правда, дальше дело не пошло. К 1872 году на заводе выплавили чугуна и железных изделий 109 009 пудов. А кирпичный завод произвёл 468 195 штук кирпичей. Это было время самых высоких достижений предприятия.
В 1864 году умер Александр Всеволожский. Он оставил после себя многочисленных наследников. В конце XIX века горнозаводская промышленность Урала оказывается в условиях глубокого упадка. Всеволодо-Вильву он тоже не обошёл стороной. Василий Иванович Немирович-Данченко летом 1875 года путешествует по Уралу. Заезжает он и во Всеволодо-Вильву. Там писатель и журналист запечатлел картину полной разрухи, нищеты и человеческого отчаянья. В 1880 году Всеволожские расстаются с горными заводами. Так заканчивается их время на Урале и в истории посёлка Всеволодо-Вильва.

### Савва Морозов во Всеволодо-Вильве. Начало химической промышленности
В 1880 Всеволожские, по причине накопившихся долгов, продают свои владения на Урале Павлу Павловичу Демидову, князю Сан-Донато. Управлял заводами Павел Демидов всего 5 лет. После его смерти горнозаводское хозяйство унаследовал его сын — Елим Павлович, но производством не занимался, сдавал дачи в аренду. В 1886 году Всеволодо-Вильвенский железоделательный завод прекратил работу.
В 1890 бывшее имение Всеволожских покупает Савва Тимофеевич Морозов. Руководитель Никольской мануфактуры обращает своё внимание на восток по нескольким причинам. Во-первых, на Урале шло активное строительство железной дороги. До Москвы из этого некогда глухого места стало возможным добраться за несколько суток, а не месяцев, как раньше. Во-вторых, запасы древесины в центральной России иссякали, Урал же богат лесами, а дерево было необходимо в химическом производстве реактивов.
Всеволодо-Вильвенский железоделательный завод Савва Морозов преобразовал в химический. Первоначально на нём было установлено пять реторт ёмкостью по пять кубометров. Неподалёку — в 11 километрах от Всеволодо-Вильвы на речке Иваке был построен вспомогательный — Ивакинский химический завод. На Ивакинском заводе изготавливали полуфабрикат, который очищали на Всеволодо-Вильвенском заводе. Таким образом, ежегодно на Морозовских предприятиях перерабатывали 4 000 кубометров древесины. Из неё добывали древесный уголь, уксусный порошок, кетоновое масло, метиловый спирт и ацетон, необходимые для текстильных красителей. Позже на заводе был организован участок по производству хлороформа. Хотя, первоначально, целью Морозова было всего лишь создание производства сырья для краски, в дальнейшем отрасль разрослась и стала вполне самостоятельной. Именно Савву Морозова можно считать основоположником химической промышленности во Всеволодо-Вильве.
Продукция уральских Морозовских заводов была востребована на всей европейской части России, вплоть до Риги. Потребителями химикатов, производимых во Всеволодо-Вильве, были: Институт Кальнинг, Глобинский военный завод, Тентелевский химический завод, товарищество братьев Мамонтовых, товарищество Р. Ляховского, Санитарная часть принца Ольденбургского, предприятия О. Г. Мишина, С. Пузрина, Р. Крейнеса, Невьянские заводы и др.
Помимо того, что новая веха в развитии заводов дала возможность населению трудоустроиться, сильно изменилась и другая сторона жизни вильвенцев. При заводах была создана больница, которая обеспечивала жителей посёлка достойной медицинской помощью. Во Всеволодо-Вильве, и в Иваке в заводских училищах детей обучали грамоте. Были библиотеки, которые обеспечивались подпиской на разнообразные издания: художественная литература, периодика, детские издания. Постоянно работали торговые лавки, где можно было приобрести продуктов, начиная от сахара и соли, заканчивая бакалейными продуктами и мясом.
Благодаря Савве Тимофеевичу в посёлке начала развиваться культурная жизнь. Будучи человеком, связанным с искусством, в первую очередь, с Московским художественным театром, он «заразил» этими идеями здешних жителей — во Всеволодо-Вильве был организован самодеятельный театр.
А в июне 1902 года во Всеволодо-Вильву Савва Морозов пригласил гостить писателя Антона Павловича Чехова.

### Визит Антона Павловича Чехова
С Саввой Тимофеевичем Морозовым Чехов сблизился по делам Художественного театра. Летом 1902 года Морозов предложил Чехову вместе съездить на Урал. Плаванье пароходом по Волге и Каме, рыбалка, жизнь уральских заводов и солеварен — всё это интересовало писателя и Чехов, несмотря на прогрессировавшую болезнь, согласился на поездку.
Во Всеволодо-Вильву Антон Павлович приехал 23 июня. Встречали писателя целой заводской делегацией на заранее украшенной станции. Многие снимали фуражки, знали, что встречают известного драматурга.
В посёлке Чехов пробыл неполных три дня. Был конец июня, на Урале тёплая и солнечная погода. Антон Павлович несколько раз ходил на Вильву поудить окуней. Из воспоминаний жителей, очевидно, что Чехов достаточно много общался с простыми вильвенцами. Он посетил и заводские цеха, и медицинскую часть. По одной из версий Антон Павлович принял участие в торжественном открытии школы.
До сих пор во Всеволодо-Вильве сохранился ключик, который называют «чеховским». Рассказывают, будто бы писатель обнаружил его случайно, во время прогулки вдоль берега Вильвы и попросил, по уральской традиции, принести к роднику стол и самовар.
Из свидетельств пребывания Чехова в посёлке осталось два оттиска фотографии писателя возле дома Саввы Морозова. Один из них хранится в библиотеке посёлка Всеволодо-Вильва, второй — в Пермском краевом музее.
Подробно три дня Чехова во Всеволодо-Вильве описал Александр Николаевич Тихонов, писавший под псевдонимом Серебров, в книге «Время и люди. Воспоминания 1898—1905». Во время визита Чехова Тихонов вёл разведку угольных пластов.
И сегодня вильвенцы гордятся тем, что у них в посёлке гостил Чехов. В честь писателя школа во Всеволодо-Вильве носит имя Чехова, а неподалёку от школы стоит его гипсовый бюст.

### Таёжное открытие национального масштаба. Борис Збарский управляющий Всеволодо-Вильвенскими заводами
Савва Тимофеевич Морозов умер 13 мая 1905 года. Уральские заводы промышленника унаследовала его жена — Зинаида Григорьевна. Через два года после смерти Морозова, Зинаида Григорьевна вышла замуж за бывшего московского градоначальника генерал-майора Анатолия Анатольевича Рейнбота (с началом первой мировой войны он сменил фамилию на Резво́й). Новые хозяева за делами заводов не следили. Анатолий Анатольевич навещал Всеволодо-Вильву только для того, чтобы поохотиться на медведя в здешних лесах.
Через несколько лет доходы от химический промышленности стали падать. Зинаида Григорьевна задумала продать заводы, но для начала необходимо было поправить дела — то есть найти нового управляющего. Профессор Сергей Петрович Ланговой — один из лучших специалистов в области лесохимии посоветовал Бориса Збарского — молодого учёного-химика, имевшего опыт работы на лесохимическом предприятии.
14 октября 1915 года Борис Збарский подписал контракт о поступлении с 1 ноября на службу к Зинаиде Григорьевне Резво́й в должности управляющего, принадлежащим ей, уральским химическими заводами, находившимся в Соликамском уезде Пермской губернии при железнодорожной станции Всеволодо-Вильва.
За восемь месяцев во Всеволодо-Вильве Збарскому удалось не только поправить дела заводов, увеличить количество выпускаемой продукции и наладить поставки. Молодой учёный совмещал эту работу с научной деятельностью. В марте на заводской лаборатории Всеволодо-Вильвенского завода Борис Збарский открыл технологию производства наркозного хлороформа. Это открытие во время первой мировой войны имело общенациональное значение и навсегда вписало имя Збарского в историю российской медицины.
В конце июня 1916 Збарский и его семья — жена Фанни Николаевна и сын Ильюша навсегда покидал Всеволодо-Вильву. Перед отъездом рабочие Ивакинского завода пригласили Бориса Ильича к себе. Поднесли ему подарок — серебряные часы с гравировкой.
Заводы Всеволодо-Вильвенский и Ивакинский после активной работы управляющего Збарского стали привлекательной покупкой. Летом 1916 года Зинаида Григорьевна Резва́я решила продать уральские заводы и имение. Приобрёл их Вильгельм Маркович Леви за полтора миллиона рублей. Правда, управлять ими, по известным причинам, ему пришлось недолго.

### Борис Пастернак в посёлке
1916 год — стал самым ярким и неповторимым в истории небольшого уральского посёлка, расположенного в самом сердце тайги. В 1916 году здесь своё открытие совершил Борис Збарский, здесь нашёл себя Борис Пастернак.
Чтобы не скучать одним в глуши семейство Збарских приглашает во Всеволодо-Вильву своих друзей. На приглашение ответил литератор Евгений Лундберг. С четой Збарских он успел познакомиться ещё в Швейцарии. Евгений Германович не только согласился приехать сам, во Всеволодо-Вильву он пригласил с собой молодого поэта Бориса Пастернака.
В середине января 1916 года Пастернак сошёл с поезда на станции Всеволодо-Вильва Пермской железной дороги. Зимняя бессонная ночь в дороге по таёжной Луньевской ветке произвели на молодого поэта такое сильное впечатление, что вскоре всё пережитое нашло своё отражение в стихотворении — «Урал впервые» и навсегда прочно вжилось в творчество художника.
В то время в душе Пастернака было полное смятение и тщетные попытки поиска своего пути. Увлечение музыкой не вылилось во что-то большее, философские искания не нашли дальнейшего научного пути, первая книга — сборник стихов «Близнец в тучах» остался незамеченным, признание в любви было отвергнуто. В таком состоянии глубокой неопределённости Пастернак оказался во Всеволодо-Вильве. Первое что поразило и мигом оживило его — это снег. В снегах Пастернак ожил: прогулки на лыжах, катание на санях, прогулки верхом на лошади и экскурсии. «Тут чудно хорошо» — пишет Пастернак в письме к родителям.
Пастернак был оформлен на заводе, но только формально, чтобы заработать себе бронь — не участвовать в боевых действиях Первой мировой войны. Во Всеволодо-Вильве он был гостем. Несмотря на это, Борис Пастернак часто в охотку помогал Збарскому в заводских делах. Однажды даже выдавал зарплату рабочим. Кассир ушёл в отпуск, Пастернак вызвался помочь. С поставленной задачей молодой поэт справился блестяще, о чём с торжеством писал в своём письме к родителям.
В самом начале февраля во Всеволодо-Вильву приехал Евгений Германович Лундберг, оказавший большое значение в становлении Пастернака-литератора.
По вечерам после чая из зелёной гостиной дома управляющего стали слышны вариации Пастернака. Сначала Борис играл по просьбам друзей, потом всё чаще стал заниматься за фортепиано. В сознании молодого поэта мелькнула мысль — это и есть мой путь. Но занятия музыкой оборвались в марте, когда стало ясно, что дни Всеволодо-Вильвенского счастья сочтены. Зинаида Григорьевна Резвая начала готовить документы к продаже, а химика Збарского приглашали наладить производство хлороформа на Бондюжском заводе в Тихих горах.
В середине апреля вскрылась Вильва — Пастернак написал мрачное стихотворение о ледоходе «Заря на севере». 10 мая появилась машинопись стихотворения «Из марбургских воспоминаний — черновой фрагмент». Это будущий «Марбург» стихотворение, которое вошло во все сборники избранного Пастернака. Вместе с Марбургом к Пастернаку пришёл новый стих — стремительное поэтическое слово и ритм. В мае одно за другим появляются новые стихи Пастернака. Другие, раскованные. Поэт вдруг обрёл себя, нашёл свой голос.
В мае Пастернак много путешествует по окрестностям: он побывал в Кизеле, на Березниковском содовом заводе, в Усолье, ездит на Чусовую, несколько раз приезжает в Пермь (позже это Юрятин в романе «Доктор Живаго»). Вникает в производственные вопросы, изучает архив Всеволожских, бывших владельцев завода. В итоге Урал, его пространство и люди — стал одной из главных тем художественного мира Пастернака.
Из опустевшего дома во Всеволодо-Вильве (Збарские уехали на день раньше) Пастернак уезжает 23 июня. Последнее стихотворение, написанное поэтом во Всеволодо-Вильве «Уже в архив печали сдан…», связано с поспешными сборами Бориса Леонидовича. Лето поэт провёл на даче с родителями и к осени закончил новую книгу «Поверх барьеров». Она вышла в печати в декабре 1916 года.

## Население
| 1959  | 1970  | 1979  | 1989  | 2002  | 2006  | 2007  | 2009  | 2010  |
| ----- | ----- | ----- | ----- | ----- | ----- | ----- | ----- | ----- |
| 7820  | ↘4119 | ↗4285 | ↗4448 | ↘3629 | ↘3500 | →3500 | ↘3452 | ↘2827 |
| 2012  | 2013  | 2014  | 2015  | 2016  | 2017  | 2018  | 2019  | 2020  |
| ↘2735 | ↘2683 | ↘2640 | ↘2619 | ↘2527 | ↘2453 | ↘2390 | ↘2295 | ↘2240 |
| 2021  | 2023  |       |       |       |       |       |       |       |
| ↘2002 | ↗2009 |       |       |       |       |       |       |       |

## Транспорт
Через посёлок проходит железнодорожная линия Соликамск — Няр, железнодорожная станция посёлка имеет название Всеволодо-Вильва. Регулярное пассажирское сообщение осуществляется по направлениям Соликамск — Няр — Половинка-Чусовская — Чусовская и Соликамск — Няр — Углеуральская — Лёвшино.

## Экономика
В разное время в посёлке действовали: ООО «Метил-М», ЗАО «Ивакинский леспромхоз», центральная усадьба совхоза «Вильвенский», Всеволодо-Вильвенский рудник Березниковского содового завода.